# Archivo Nacional de Chile
El Archivo Nacional de Chile es una institución pública del Estado, creado en 1927 con el fin de «reunir y conservar los archivos de los Departamentos de Estado y todos los documentos y manuscritos relativos a la historia nacional, y atender a su ordenación y aprovechamiento». Se trata de un organismo dependiente del Servicio Nacional del Patrimonio Cultural (SNPC), dentro del Ministerio de las Culturas, las Artes y el Patrimonio.
El Archivo Nacional cuenta con dos sedes: el Archivo Nacional Histórico (ANH) y el Archivo Nacional de la Administración (ARNAD). La institución también está a cargo de la dirección del Sistema Nacional de Archivos (SINAR), creado en 2017, el cual contempla una red de archivos regionales a lo largo de todo el país.

## Historia
El organismo encuentra sus raíces históricas en distintos archivos especializados creados por diferentes organismos públicos del Estado de Chile. En su línea fundacional, se encuentra adscrito como oficina del Archivo General de la Oficina de Estadística, creada en 1847 bajo los auspicios del presidente Manuel Bulnes. La Ley Orgánica de Ministerios de 1887 ordena la creación del Archivo General de Gobierno, dependiente del Ministerio de Justicia e Instrucción Pública de Chile, el cual junto a la sección de manuscritos de la Biblioteca Nacional y a documentos del Archivo del Poder Judicial, son reorganizados en una sola dependencia llamada Archivo Nacional de Chile.
Con la creación del Consejo Nacional de la Cultura y las Artes, no se modificó la dependencia administrativa, y el Archivo continuó bajo el alero de la entonces Dirección de Bibliotecas, Archivos y Museos (DIBAM) (posteriormente Servicio Nacional del Patrimonio Cultural). En la actualidad se encuentra ubicado en el centro de Santiago a un costado del edificio de la Biblioteca Nacional, a la salida de la estación de Metro Santa Lucía, sobre la calle Miraflores. El edificio se finalizó en 1939 y hasta el traslado del Archivo, en 1982, lo ocupaba el Museo Histórico Nacional.
En 1992 se creó el Archivo del Siglo XX, que posteriormente cambió de nombre a Archivo Nacional de la Administración (ARNAD). En la actualidad en calle Miraflores funciona el Archivo Nacional Histórico, mientras que el ARNAD lo hace en avenida Matucana, en el edificio que ocupó la Dirección de Aprovisionamiento del Estado.
En 1997 se creó el Archivo Regional de la Araucanía (ARA), con sede en Temuco, mientras que en 2001 se creó el Archivo Regional de Tarapacá, con sede en Iquique. En 2003 el Archivo General de Asuntos Indígenas, administrado por la Conadi, fue trasladado a las dependencias del ARA.
En 2006 los fondos documentales conservados en el Archivo Nacional Histórico, el Archivo Nacional de la Administración y el Archivo Regional de la Araucanía fueron declarados Monumento Histórico.
Con la promulgación en 2017 de la Ley 21045 que creó el Ministerio de las Culturas, las Artes y el Patrimonio, también se creó el Sistema Nacional de Archivos (SINAR), cuya dirección es encabezada por el director del Archivo Nacional. En 2021 se inauguró en Copiapó el Archivo Regional de Atacama, el primero de su tipo bajo el SINAR. En 2024 se encuentran en proceso de instalación otros archivos regionales en Antofagasta, Coquimbo y Valparaíso.
En junio de 2024 el Archivo Nacional lanzó el catálogo en línea del SINAR, plataforma digital que unifica la búsqueda de todos los documentos custodiados por los archivos regionales y el Archivo Nacional en un solo lugar.

## Funciones
Por medio de un DFL de 1929, se le otorgó al Archivero Nacional el título de Conservador del Archivo Nacional, función similar a la que realizan en Chile los Conservadores de Bienes Raíces, en cuanto a que las copias otorgadas de los documentos resguardados por el organismo, tiene plena validez judicial, asimilándose expresamente su función a la de un notario. Además tiene la facultad de revisar los archivos de las distintas reparticiones públicas y requerir a ellas los documentos que estime de interés de ser resguardados.

## Fondos documentales

### Archivo Nacional Histórico
El Archivo Nacional Histórico custodia más de 100 000 cajas y tomos —equivalentes a 9 km lineales—, repartidos en más de 300 fondos categorizados en once tipos:
- Fondos coloniales: documentación de diferentes organismos de la administración colonial española, como la Capitanía General, la Real Audiencia, Contaduría Mayor, escribanos, archivos de las misiones de los Jesuitas en Chile y América, Real Hacienda, Universidad de San Felipe, Tribunal de Minería y del Consulado.
- Fondos ministeriales y servicios públicos: documentación del siglo XIX de ministerios, servicios públicos y otros organismos como Aduanas, el Consejo de Estado, el Tribunal de Cuentas, escuelas normales y la Universidad de Chile.
- Fondos mujeres y géneros: documentos de mujeres como Griselda Hinojosa, Elena Caffarena y Olga Poblete, y de diversas organizaciones feministas.
- Fondos salitre: archivos y documentos de empresas. organizaciones y oficinas salitreras de la industria del salitre.
- Fondos judiciales: fondos de más de sesenta juzgados de todo Chile desde la época colonial hasta comienzos del siglo XX.
- Fondos cabildos y municipalidades
- Fondos gobernaciones
- Fondos intendencias
- Fondos y colecciones particulares: compuesto por donaciones de diversos personajes como diplomáticos, comerciantes, historiadores e intelectuales de Chile del siglo XIX y XX. Entre ellas se encuentran las de Benjamín Vicuña Mackenna, Claudio Gay, Emilio Bello Codesido, Gabriel González Videla, Jaime Eyzaguirre, Juan Luis Sanfuentes, Pedro Aguirre Cerda y Valentín Letelier.
- Fondos copiadores de sentencias judiciales
- Fondos misceláneos

### Archivo Nacional de la Administración
El Archivo Nacional de la Administración custodia más de 480 000 tomos y cajas, que equivalen a 31 km lineales. La colección está categorizada en nueve tipos de fondo:
- Fondos de la Presidencia de la República: colecciones de las presidencias de Patricio Aylwin, Eduardo Frei Ruiz-Tagle, Michelle Bachelet y Sebastián Piñera.
- Fondos de ministerios y servicios públicos: colección general de toda la documentación emitida por distintos organismos públicos en los siglos xx y XXI, en particular de los organismos de la administración central. Los fondos están subcategorizados por ministerio. Esta categoría concentra más del 85 % del total de tomos y cajas que custodia el ARNAD.
- Fondos de organismos autónomos: documentos de la Contraloría General de la República y del Comité Externo de Asignaciones de la Convención Constitucional.
- Fondos de las empresas de la Corfo: más de cincuenta fondos de empresas de la Corporación de Fomento de la Producción, entre las que están Bosques e Industrias Madereras S.A. (BIMA), Chilectra, Complejo Forestal y Maderero Panguipulli, Empresa de Transportes Colectivos del Estado, Endesa,  Hotelera Nacional Sociedad Anónima (HONSA), LAN Chile y Soquimich.
- Fondos privados: colecciones de Orlando Letelier, de la Comisión Chilena de Derechos Humanos, del periódico Fortín Mapocho, de la Sociedad Benefactora y Educacional Colonia Dignidad y de decenas de organizaciones sociales.
- Fondos de notarios
- Fondos de conservadores
- Fondos judiciales
- Fondos de tribunales militares

### Archivos regionales
- Archivo Regional de la Araucanía: corresponde a una colección particular de los documentos públicos emitidos por las administraciones militares y civiles con posterioridad a la Ocupación de la Araucanía.
- Archivo Regional de Tarapacá: corresponde a una colección documental especial dedicada a los documentos emitidos en la Región de Tarapacá, administrada por la Universidad Arturo Prat de Iquique.

Además el Archivo cuenta con una sección especial de libros o manuscritos de destacados personajes de la historia de Chile, tales como una libreta de notas de José Miguel Carrera (1821), el diario de viaje de Vicente Pérez Rosales (1848), el testamento político de José Manuel Balmaceda (1891), la correspondencia de Luis Emilio Recabarren (1915-1921), etcétera.

## Galería de documentos de la colección

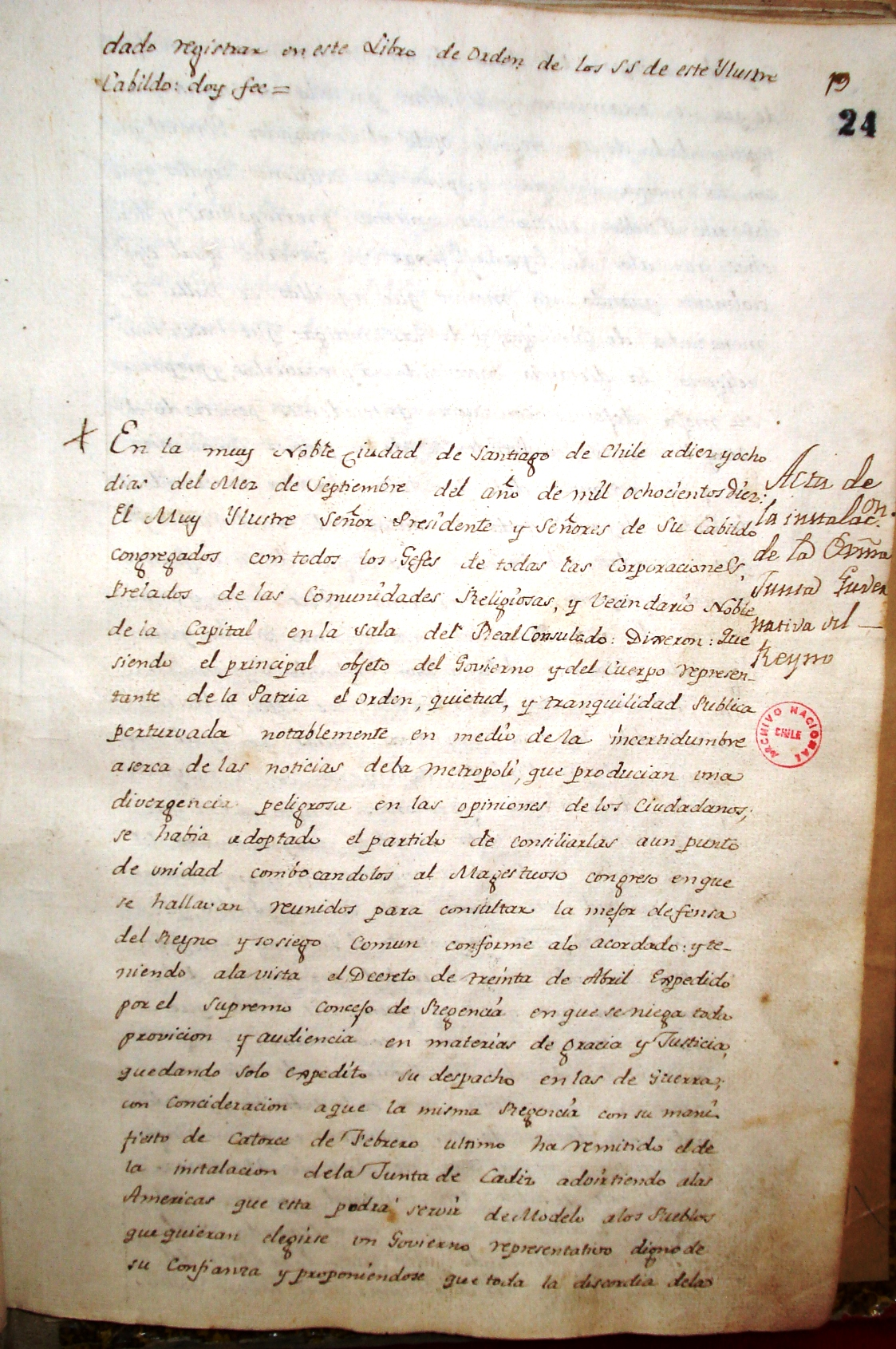
Acta del cabildo del 18 de septiembre de 1810 que da inicio a la Independencia de Chile.
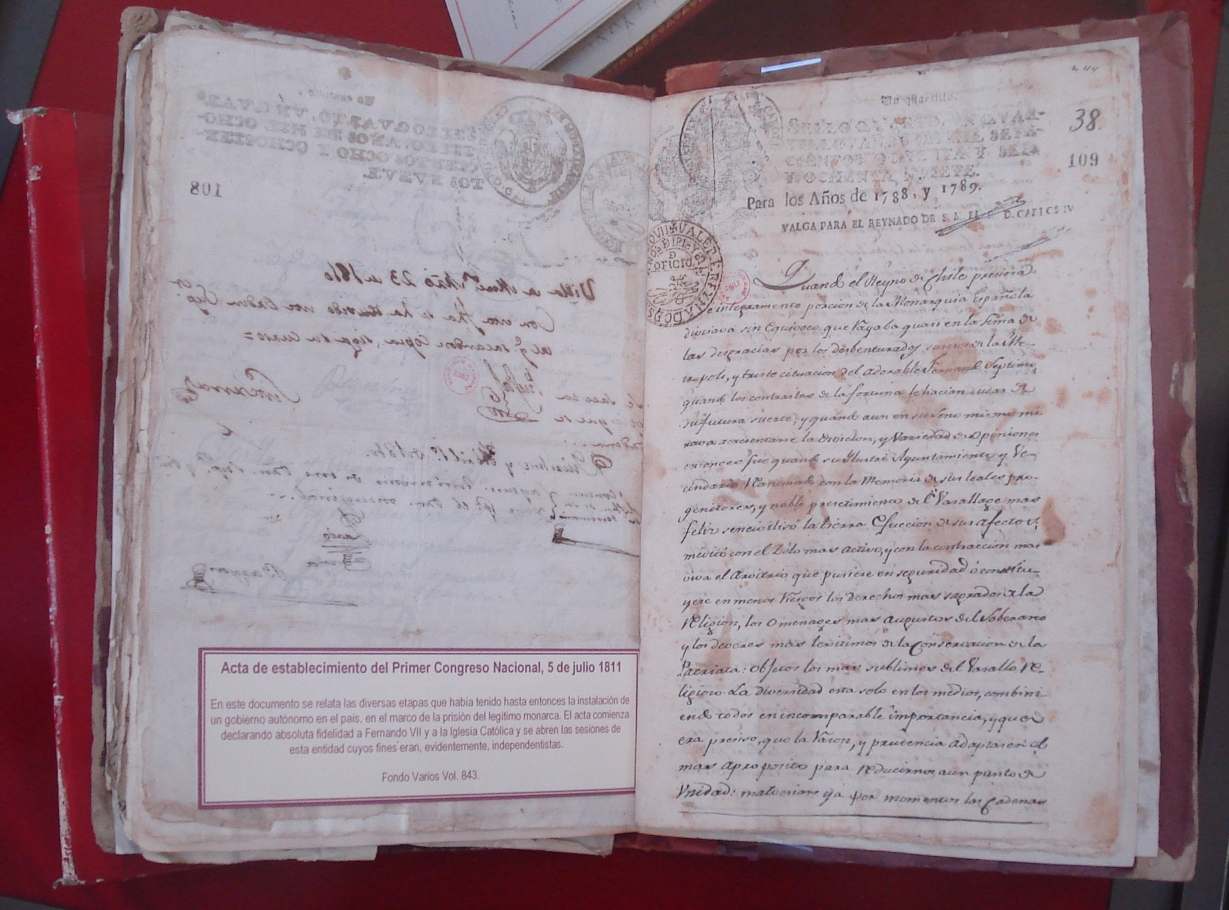
Acta de instalación del Primer Congreso Nacional de Chile.
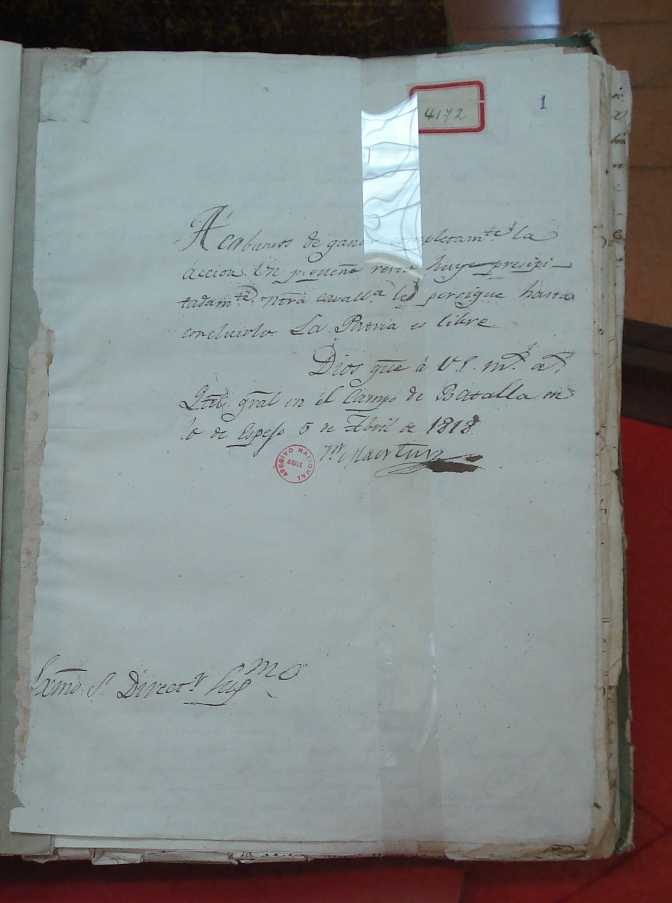
Carta de José de San Martín a Bernardo O'Higgins del 5 de abril de 1818 en la que le anuncia la victoria en la Batalla de Maipú.
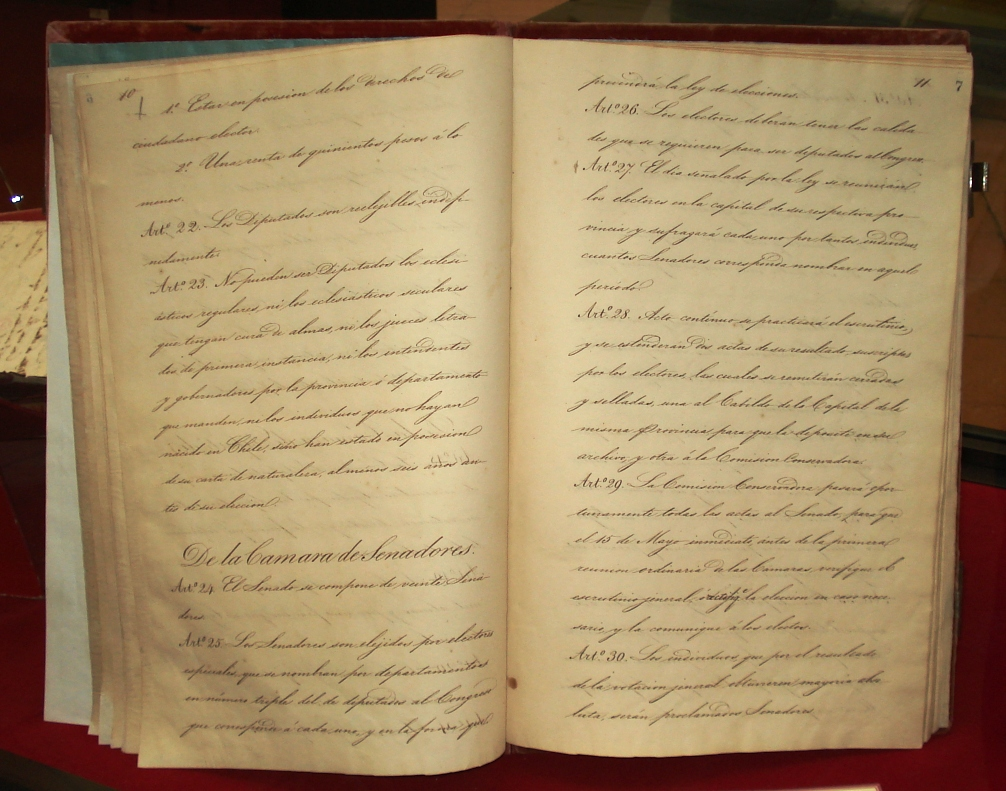
Manuscrito original de la Constitución de 1833.
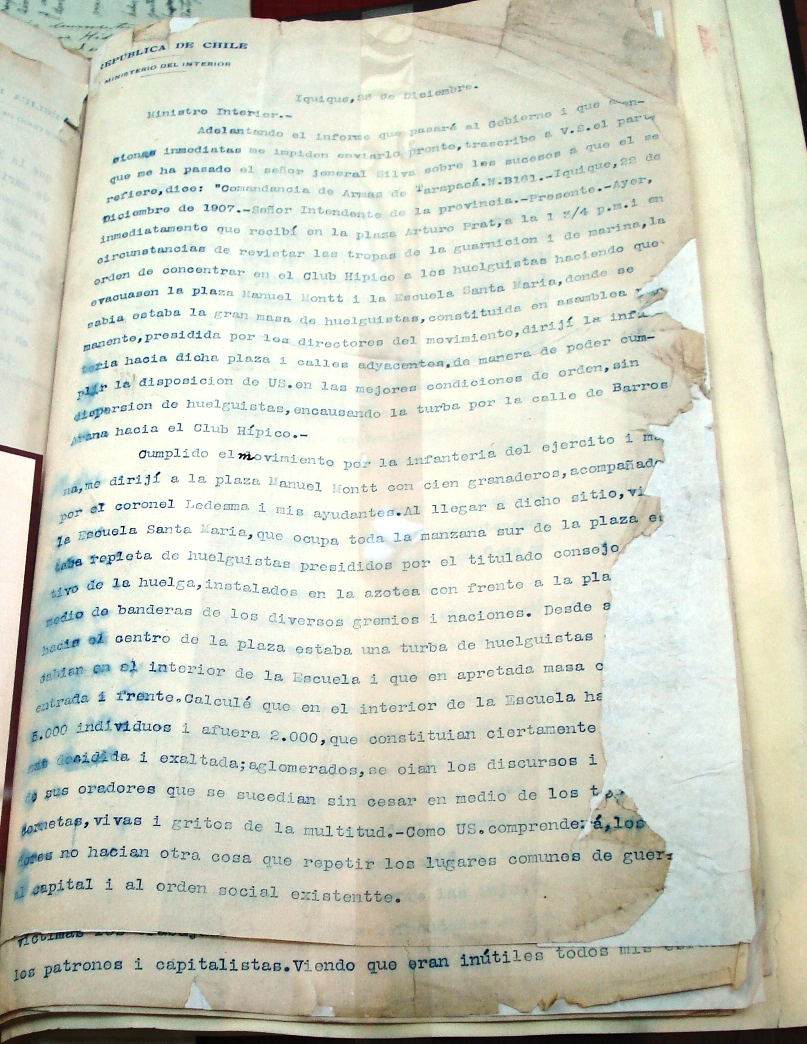
Informe militar acerca de la Matanza de la Escuela Santa María de Iquique (1907).
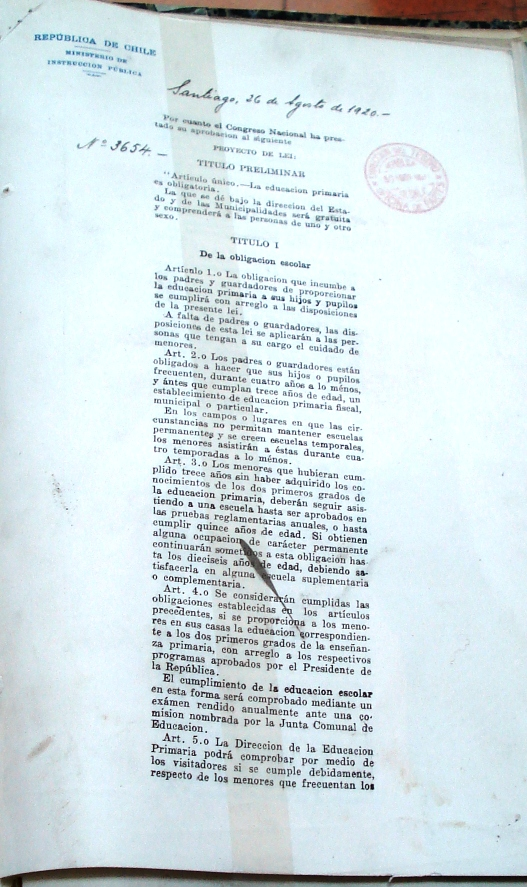
Ley de Instrucción Primaria Obligatoria de 1920.
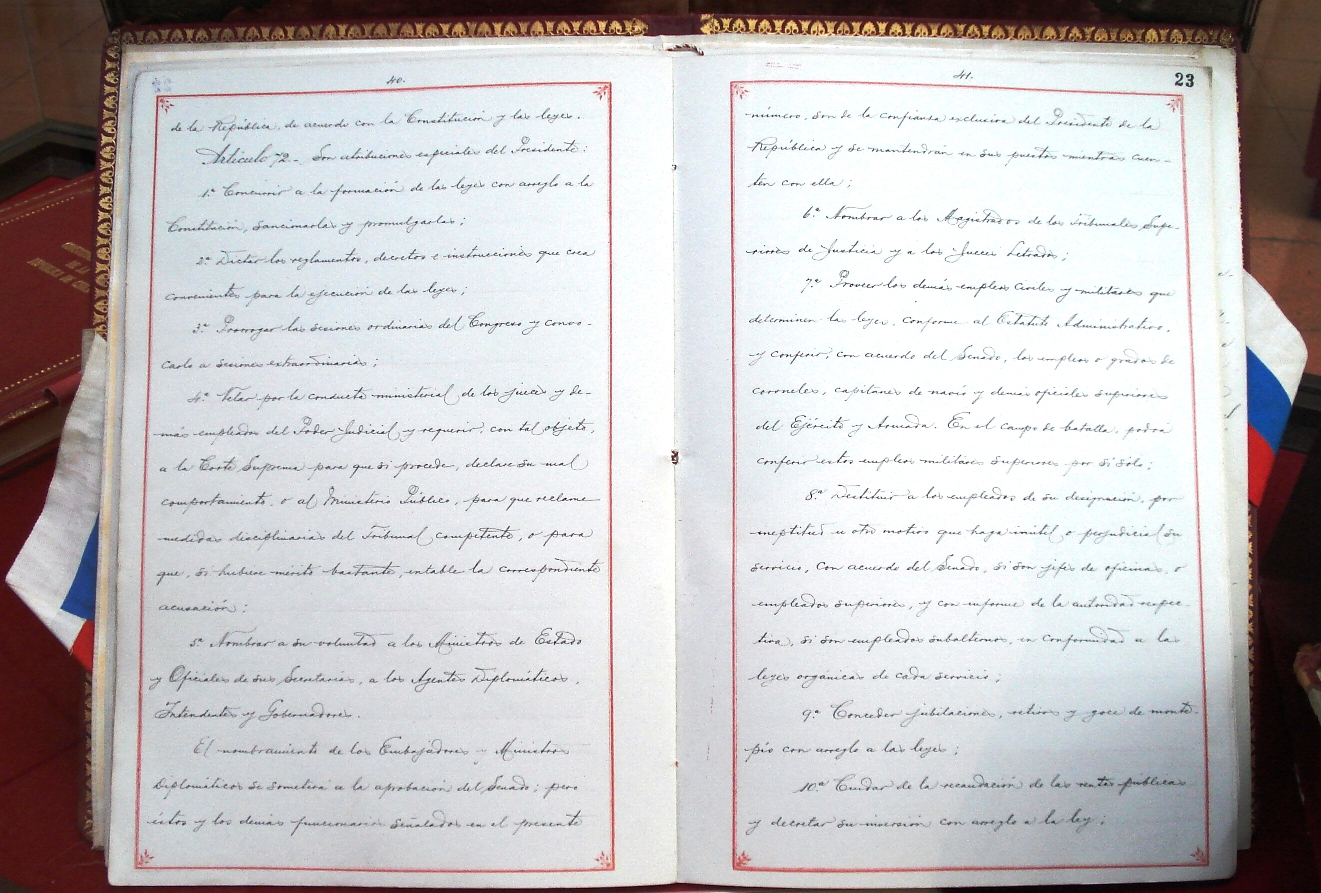
Manuscrito original de la Constitución de 1925.
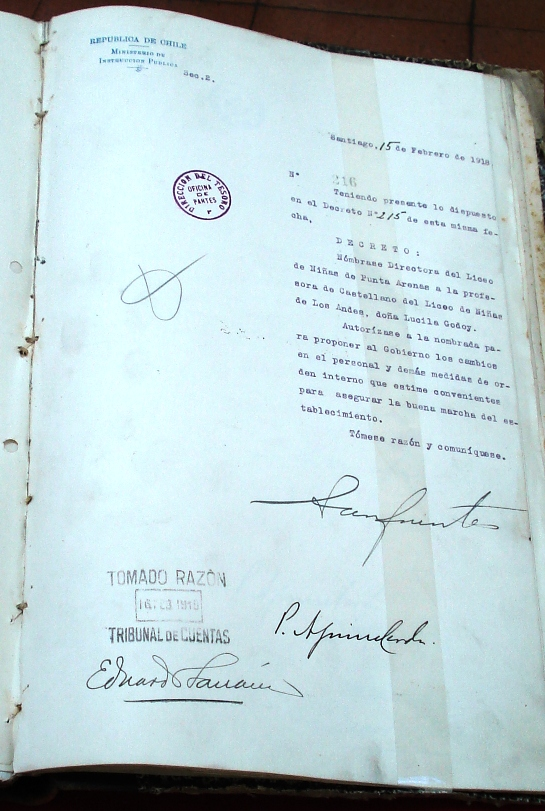
Decreto que designa a Gabriela Mistral (Lucila Godoy) como directora del Liceo de Niñas de Punta Arenas.
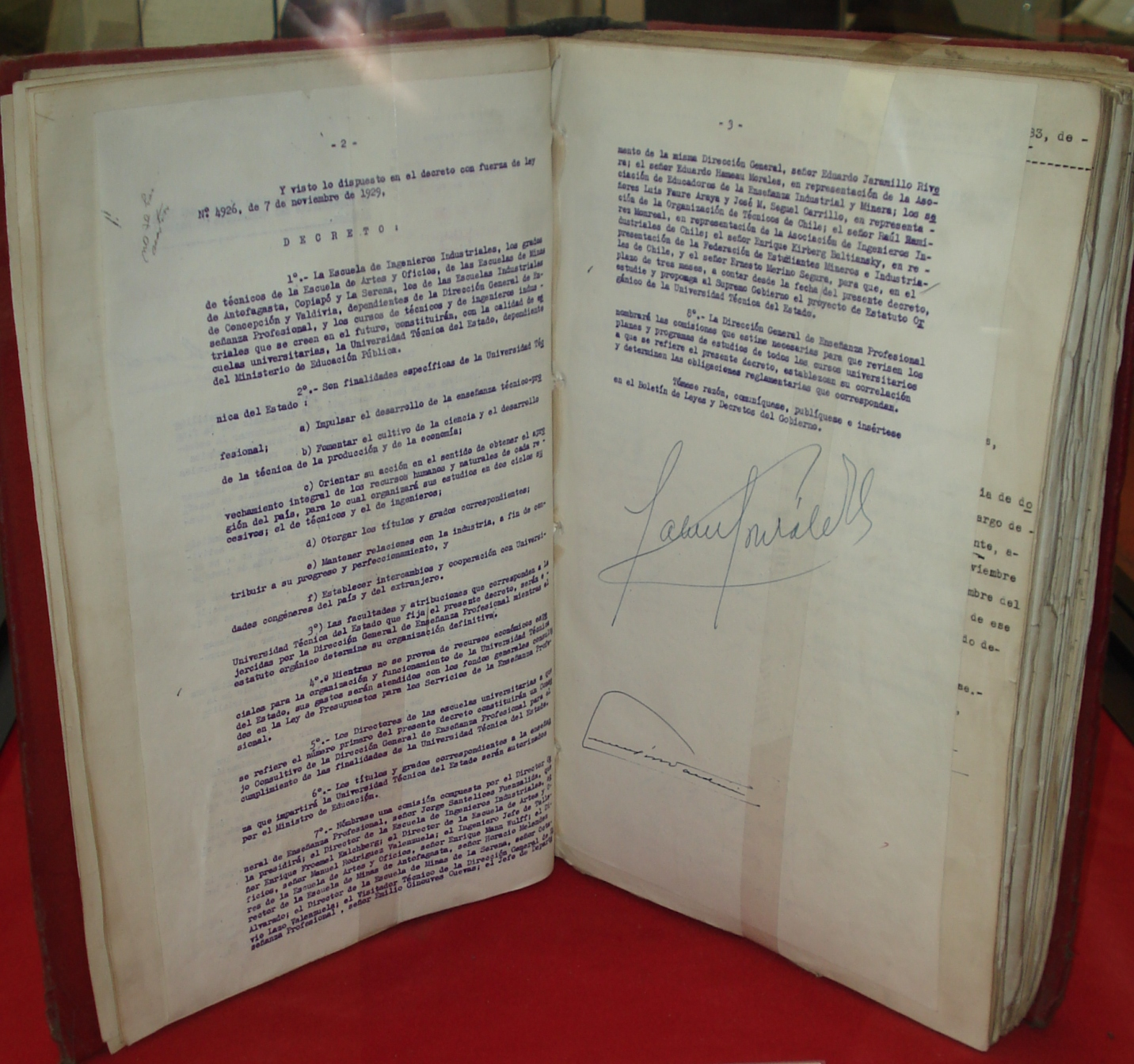
Decreto que crea la Universidad Técnica del Estado.
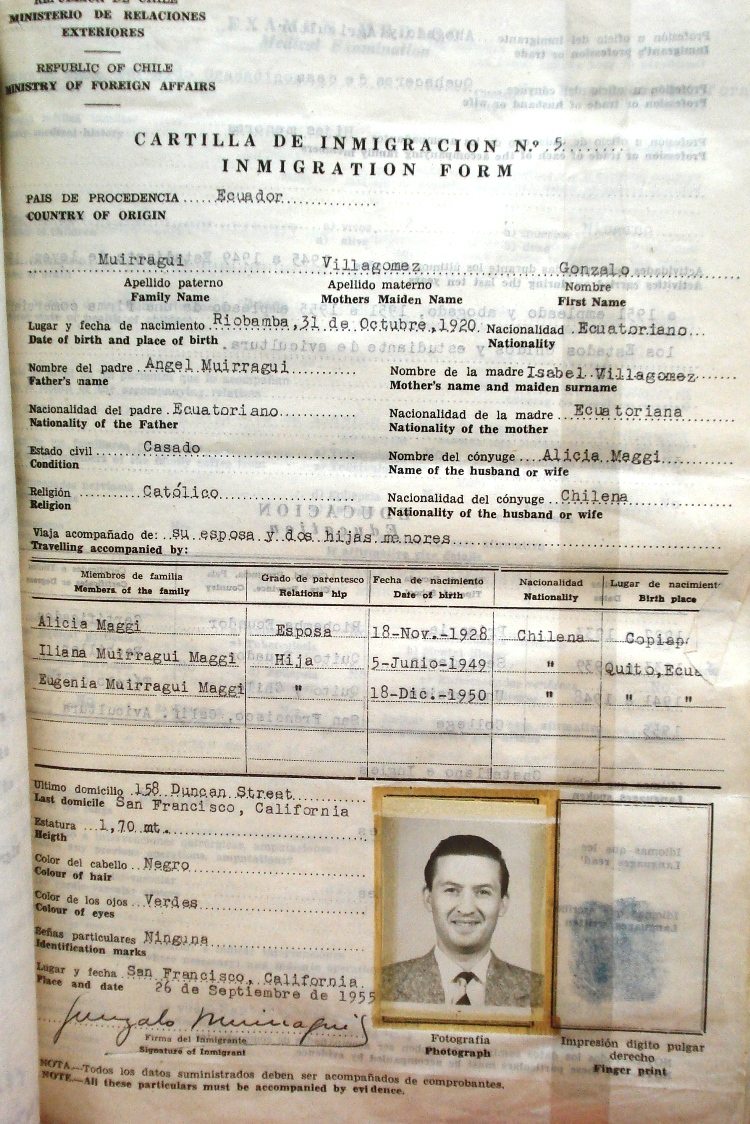
Cartilla de un inmigrante ecuatoriano.
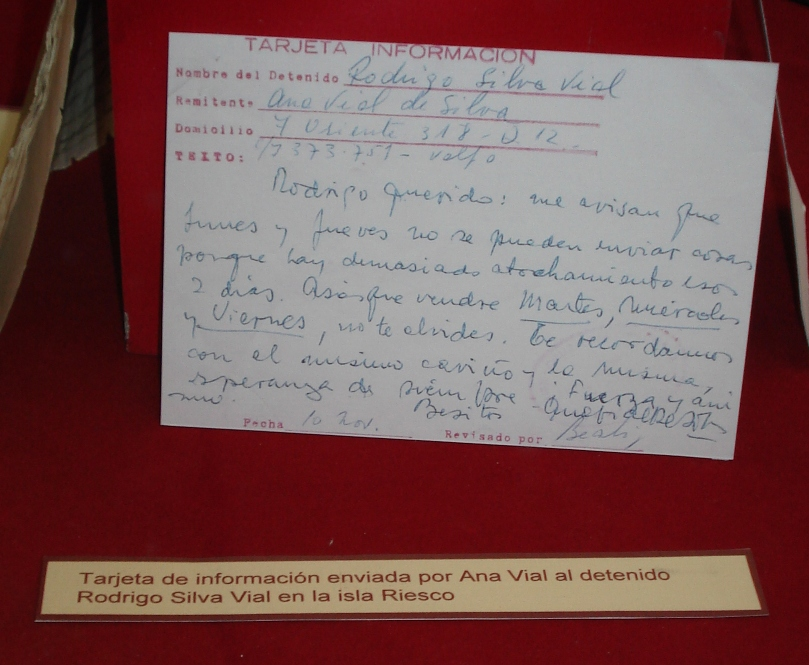
Tarjeta de información de detenido desaparecido durante la dictadura.
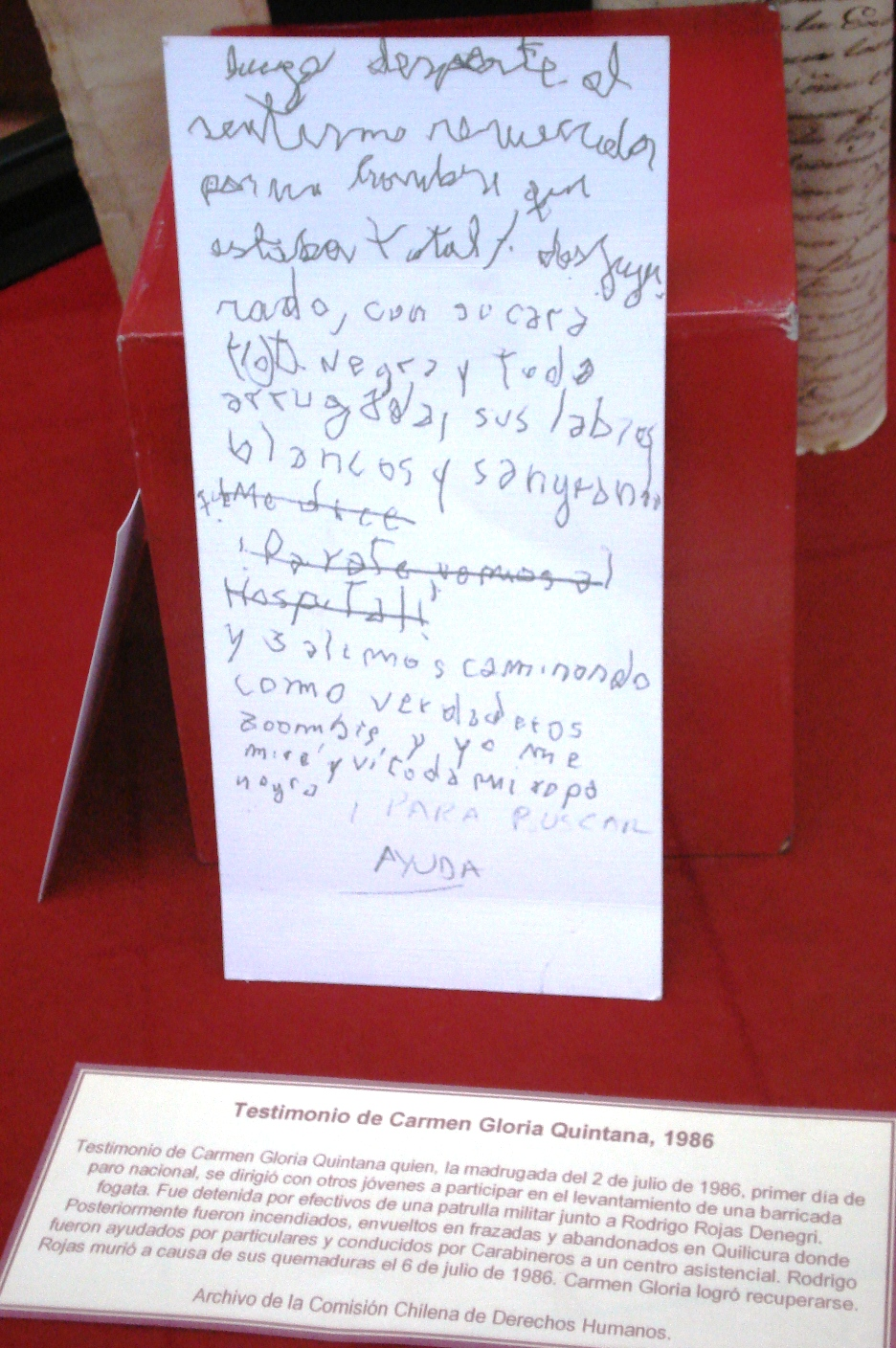
Testimonio de una víctima de la represión durante el dictadura militar de Augusto Pinochet.
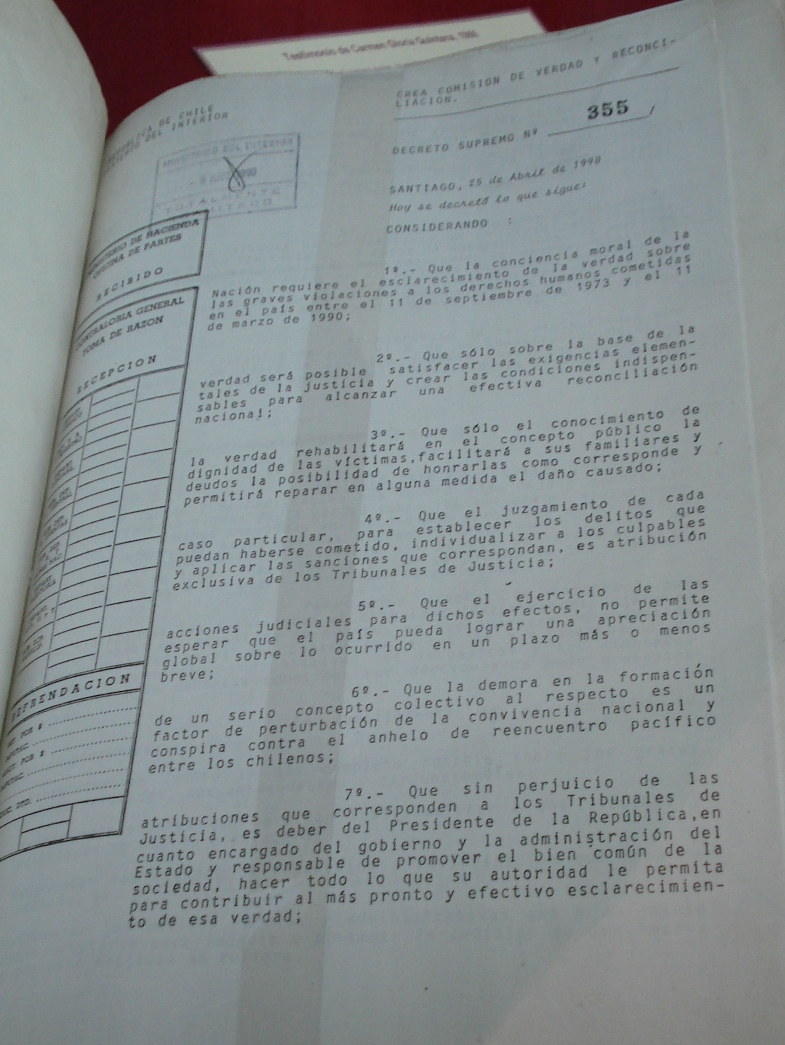
Decreto Supremo de Patricio Aylwin que crea la Comisión Nacional de Verdad y Reconciliación en 1990.